# Tethysbaena gaweini
Espèce
Tethysbaena gaweini est une espèce de crustacés thermosbaenacés de la famille des Monodellidae.

## Distribution
Cette espèce est endémique de République dominicaine. Elle se rencontre dans les eaux souterraines du Cibao vers les río Jabo Arriba et río San Juan.

## Description
Le mâle holotype mesure 1 863 µm et la femelle paratype 1 931 µm.

## Publication originale
- Wagner, 1994 : A monographic review of the Thermosbaenacea (Crustacea: Peracarida). A study on their morphology, taxonomy, phylogeny and biogeography. Zoologische Verhandelingen (Leiden), vol. 291, p. 1-338.